# Comté de Nicholas (Virginie-Occidentale)
Pour les articles homonymes, voir Comté de Nicholas.
Le comté de Nicholas est un comté des États-Unis situé dans l’État de Virginie-Occidentale. En 2000, la population était de 26 562 habitants. Son siège est Summersville.

## Histoire
Le comté a été nommé en hommage à Wilson Cary Nicholas.

## Principales villes
- Summersville
- Richwood